# Rio Clăbuceasa
O Rio Clăbuceasa é um rio da Romênia, afluente do Priboiaşa, localizado no distrito de Vâlcea.